# (35019) 1981 EH10
1981 EH10 (asteroide 35019) é um asteroide da cintura principal. Possui uma excentricidade de 0.12409260 e uma inclinação de 5.95054º.
Este asteroide foi descoberto no dia 1 de março de 1981 por Schelte J. Bus em Siding Spring.